# Атака (футбольный клуб)
«Ата́ка» — бывший белорусский футбольный клуб из Минска. Клуб был основан в 1986 году, расформирован в 1998. Домашние матчи проводил на стадионе «Трактор». С 1993 по 1996 год носил название «Атака-Аура».
Наивысшие достижения клуба: 4 место в высшей лиге Беларуси (1995) и полуфинал Кубка страны (1995/96). Участник Кубка Интертото (1996).

## Названия клуба
- 1986—1993: «Атака-407»
- 1993—1996: «Атака-Аура»
- 1997—1998: «Атака»

## История
В 1984 году Яков Михайлович Шапиро организовал детско-юношескую команду «Атака», которая выступала в первенстве Минска. В 1988 году команда мальчиков 1976—1977 годов рождения футбольного клуба имени Э. Малофеева при минской ЖЭС № 34 победила в первенстве Минска.
Пройдя через систему лиг, «Атака» в 1995 году выходит в высший дивизион Беларуси — Первую лигу. На тот момент у клуба была школа на 270 человек, интернат для неминских молодых футболистов, финансовая поддержка от фирмы «Аура», комплекс полей, фарм-клуб и детско-юношеские команды. 1995 стал лучшим для «Атаки». Команда блестяще провела осенний чемпионат, меньше всех пропустила (всего 7 мячей), однако так и не вошла в тройку. Итог сезона: 4-е место.
В следующем сезоне команда попала в групповой турнир Кубка Интертото. На этой стадии «Атака» смогла обыграть донецкий «Шахтёр» (2:1), однако уступила «Ротору» (0:4), «Антальяспору» (0:3) и «Базелю» (0:5). Команда заняла последнее место и завершила выступление в турнире. Добираться на матчи еврокубка команде пришлось на автобусе, что привело к ухудшению физической формы футболистов, а также разногласию между тренером и руководителем компании «Аура» Леонидом Стагановичем. В чемпионате клуб занял 6-е место.
Разногласия между Шапиро и Стагановичем привели к тому, что клуб был вынужден искать нового спонсора. Команду приобрёл владелец минского «Динамо» Евгений Хвастович.
В конце 1997 года у Хвастовича ухудшилось финансовое положение, и он покинул страну. «Атака» была передана в руки Леониду Панасу, который прежде уже был президентом команды. Шапиро тут же написал заявление об уходе из команды. Вместе с ним подобные заявления написали 17 футболистов команды, недовольные невыплатами зарплат и премиальных. 12 футболистов «Атаки» были проданы вышедшему в высший дивизион борисовскому БАТЭ. Ими являлись: Хомутовский, Капельян, Алексей и Андрей Адамицкие, Козловский, Булойчик, Дорошкевич, Лисовский, Диваков, Ермакович, Толмач, Панковец. За каждого из них БАТЭ должен был выплатить сумму, равную сумме годового дохода по контракту.
В 1998 клуб был расформирован.

## Стадион
Основным домашним стадионом «Атаки» являлся минский «Трактор». Эта арена была возведена в 50-е годы XX века. В 1976 году стадион перешёл на баланс МТЗ. В том же году началась первая реконструкция. Она началась со строительства верхнего яруса с одновременной возведением насыпных земляных трибун, установкой электроосвещения и дренажа футбольного поля. Было заложено запасное поле. Во время Олимпиады 1980 года «Трактор» стал олимпийской резервной ареной. Реконструкция, в ходе которой стадион приобрёл современный вид и вместимость 17 600 человек, началась в 1997 и закончилась уже после расформирования «Атаки».
Матчи Кубка Интертото были проведены в Молодечно на стадионе «Городской».

## Статистика выступлений

### Чемпионат и Кубок Беларуси
| Сезон   | Лига        | М  | И  | В  | Н | П  | З–П     | О  | Кубок       | Примечания           |
| ------- | ----------- | -- | -- | -- | - | -- | ------- | -- | ----------- | -------------------- |
| 1992    | Третья (Д3) | 4  | 15 | 7  | 6 | 2  | 27 – 15 | 20 | 1/16 финала |                      |
| 1992/93 | Третья (Д3) | 7  | 30 | 14 | 3 | 13 | 42 – 44 | 31 | 1/32 финала |                      |
| 1993/94 | Третья (Д3) | 2  | 34 | 25 | 4 | 5  | 66 – 12 | 54 | 1/16 финала | Выход во Вторую лигу |
| 1994/95 | Вторая (Д2) | 2  | 30 | 18 | 7 | 5  | 57–20   | 43 | 1/16 финала | Выход в Первую лигу  |
| 1995    | Первая (Д1) | 4  | 15 | 8  | 5 | 2  | 26 – 7  | 29 | Полуфинал   |                      |
| 1996    | Первая (Д1) | 6  | 30 | 13 | 5 | 12 | 31 – 42 | 44 | 1/4 финала  |                      |
| 1997    | Первая (Д1) | 12 | 30 | 8  | 6 | 16 | 29 – 44 | 30 | 1/16 финала | Расформирован        |

- Количество участий в Первой лиге (Д1) — 3.
- Баланс игр: 75 матчей, 29	побед, 16 ничьих, 30 поражений, мячей забито / пропущено — 86 / 93.
- Самая крупная победа:	7:1 (против «Торпедо-Кадино», 13.06.1997).
- Самое крупное поражение: 0:6 (против «Нафтан-Девон», 31.08.1997)[6].

### Дублирующий состав
Дублирующий состав в сезонах 1994/95, 1995, 1996, 1997 и 1998 играл в третьем по уровню дивизионе (до 1998 года носил название Третья лига, с 1998 года носит название Вторая лига). Названия команды: «Атака-Аура-Д» (1994/95—1996), «Атака-407» (19
97), «Атака-Спорт» (1998).

### Еврокубки
| Сезон | Турнир          | Раунд    | Соперник        | Счёт    | Результат |
| ----- | --------------- | -------- | --------------- | ------- | --------- |
| 1996  | Кубок Интертото | Группа 7 | Ротор           | 0:4 (Д) | 5 место   |
| 1996  | Кубок Интертото | Группа 7 | Шахтёр (Донецк) | 2:1 (Г) | 5 место   |
| 1996  | Кубок Интертото | Группа 7 | Антальяспор     | 0:3 (Д) | 5 место   |
| 1996  | Кубок Интертото | Группа 7 | Базель          | 0:5 (Г) | 5 место   |

- Количество участий в Кубке Интертото — 1.
- Баланс игр: 4 матчей, 1	победа, 0 ничьих, 3 поражения, мячей забито / пропущено — 2 / 13.
- Самая крупная победа:	2:1 (против «Шахтёр» (Донецк), 30.06.1996).
- Самое крупное поражение: 0:5 (против «Базель», 14.07.1996)[8].

## Тренер
- Яков Шапиро (1986—1997)

## Известные игроки
- Игорь Гуринович
- Александр Ермакович
- Леонид Кучук
- Павел Роднёнок
- Василий Хомутовский

Полный список игроков ФК «Атака», о которых есть статьи в Википедии, см. тут.